# کوه روضه
کوه روضه (در عربی:  جبل الروضة )
نام کوهی است در کشور پادشاهی عمان، ویکی از (نقاط دیدنی سلطنت عمان) به‌شمار می‌آید. این کوه از توابع شهرستان محضه و در استان ظاهره قرار دارد.
کوهی مجزا و مخروطی است که در سر راه ارتباطی دهستان حتی از توابع امارت دبی و منطقهٔ خریمه از توابع سلطنت عمان واقع شده است.
در پایه این کوه بسیاری از روستاهای آباد وپرجمعیت واقع شده است، آبدانهای مملوء از آب باران،
درختان کوهستانی مانند: سلم، سمر، کُنار، کُور، کِرت و کُوهِنگ وجود دارد که برزیبایی این منطقهٔ کوهستانی افزوده است.